# Daniele Negroni

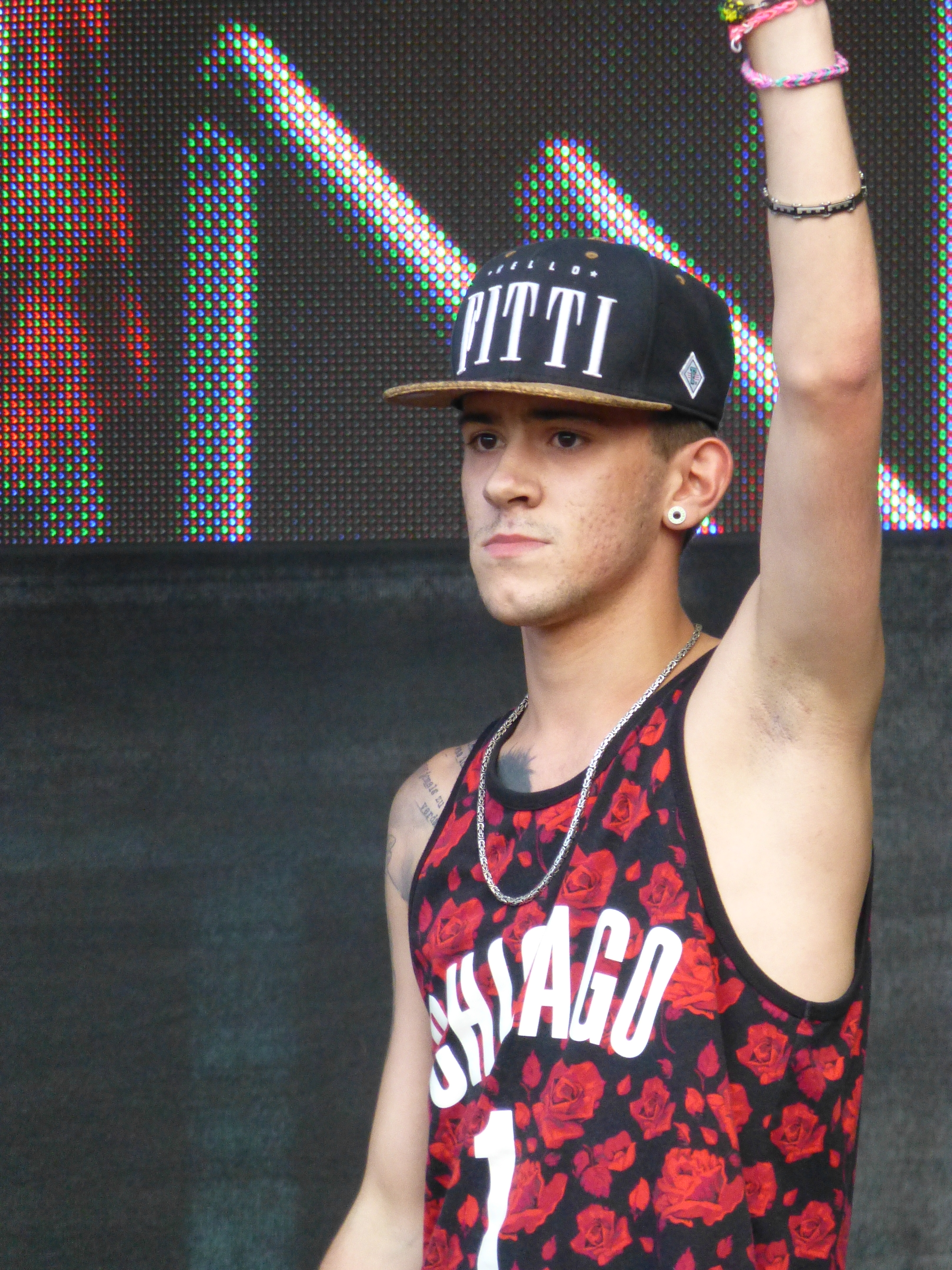
Daniele Negroni beim Saar-Spektakel 2014 in Saarbrücken

Daniele Negroni (* 31. Juli 1995 in Arona, Italien) ist ein deutsch-italienischer Sänger, der 2012 durch die neunte Staffel der Castingshow Deutschland sucht den Superstar bekannt wurde, in der er den zweiten Platz belegte.

## Leben
Nach Deutschland zog Negroni 1996 zusammen mit seinem Bruder Enrico und seiner Mutter Renata, nachdem sich die kaufmännische Angestellte von seinem italienischen Vater scheiden ließ. Aufgrund von Erziehungsschwierigkeiten zuhause lebte er ab dem Alter von 14 Jahren im Don-Bosco-Jugendwohnheim in Regensburg. Dort erwarb er den Hauptschulabschluss, besuchte die Berufsschule und wurde aktiv zu seiner DSDS-Teilnahme 2012 unterstützt. Er brach seine Ausbildung zum Koch für die Castingshow ab, als ihn sein Chef vor die Wahl stellte. Danach zog er wieder zu seiner Mutter nach Nersingen (Landkreis Neu-Ulm), wo auch sein jüngerer Bruder Luca wohnt, der bei dortigen Dreharbeiten ebenfalls zu sehen war.
Negroni nahm seit seinem sechsten Lebensjahr Gesangs- und Schlagzeugunterricht und war zusammen mit seinem Bruder in der Schulband, mit der er einige Auftritte hatte. Zudem lernt er Gitarre spielen.

### Karriere
Seine erfolgreichste Single in Deutschland ist seine zweite Single Absolutely Right aus seinem Debütalbum Crazy. In Österreich und der Schweiz ist seine Debütsingle Don’t Think About Me aus demselben Album am erfolgreichsten. In Österreich wurde sein Debütalbum mit Gold ausgezeichnet, auch in Deutschland erhielt das Debütalbum Goldstatus. Seine bisher verkauften Ton- und Bildträger belaufen sich weltweit auf etwa 130.000 Einheiten, von denen 110.000 in Deutschland verkauft wurden.
Beeinflusst wurde er durch James Blunt, James Morrison, Cro, Sido und Xavier Naidoo. Zudem wird die Band Caligola als Einfluss für sein Debütalbum Crazy genannt.

#### 2012: Teilnahme bei DSDS

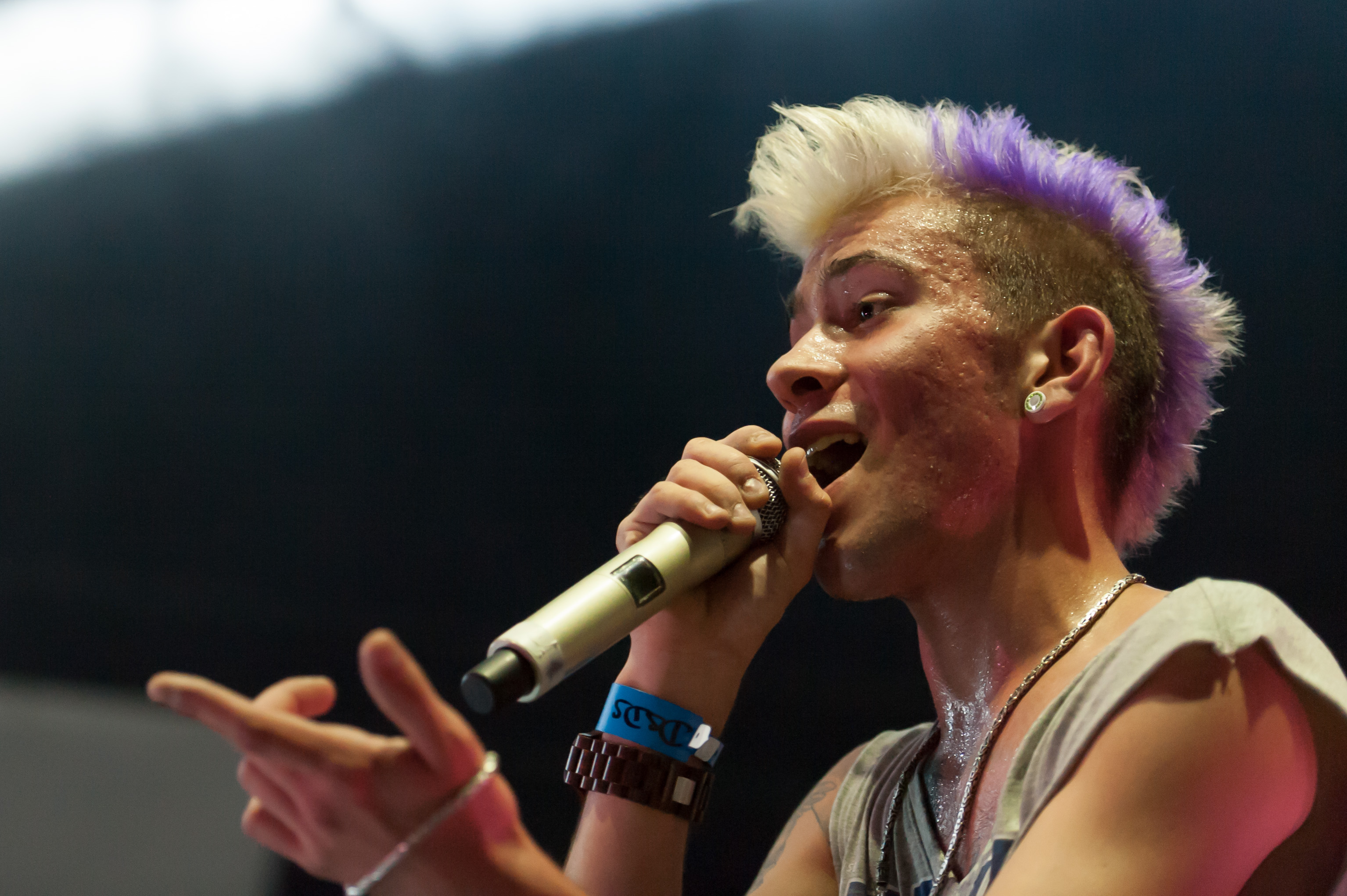
Daniele Negroni bei "DSDS – Live on Tour 2014"

2012 nahm Daniele Negroni an der neunten Staffel der Castingshow Deutschland sucht den Superstar teil. Im Recall auf den Malediven sagte Juror Dieter Bohlen zu ihm, dass er Starappeal hätte. Durch eine homophobe Äußerung einem Konkurrenten gegenüber, für die er sich in der folgenden Sendung entschuldigte, erreichte er Presseresonanz.
Vor dem Finale wurde auf der Internetseite des Senders RTL eine Seite veröffentlicht, die Negroni als Gewinner hervorgehen ließ. Dabei handelte es sich nach Angaben von RTL um einen technischen Fehler der Firma Print Your Ticket. Die Seite wurde wieder aus dem Internet genommen.
Negroni belegte im Finale den zweiten Platz hinter dem Schweizer Luca Hänni. Laut der BILD habe Negroni im Finale bis 21:40h geführt, zwischenzeitlich sogar mit 59,36 %. Am Tag des Finales erschien seine Version des Siegertitels Don’t Think About Me als Download in Deutschland, Österreich und der Schweiz. Da diese Version des Songs vor dem Ende des Finales vor der Hännis in den Download-Charts stand, ging die Presse davon aus, dass Negroni gewinnen würde. Nach dem Finale sagte auch Dieter Bohlen, dass er dachte, dass Negroni gewinnen würde.
| Show (Ausstrahlungsdatum) | Song (Originalinterpret)                                           | Prozentzahl der Stimmen |
| ------------------------- | ------------------------------------------------------------------ | ----------------------- |
| Casting                   | Breakfast at Tiffany’s (Deep Blue Something)                       | —                       |
| Recall                    | Tonight (Alex Band)                                                | —                       |
| Recall                    | Nur noch kurz die Welt retten (Tim Bendzko)                        | —                       |
| Recall                    | Without You (David Guetta ft. Usher)                               | —                       |
| Recall                    | All or Nothing (O-Town)                                            | —                       |
| Recall                    | Wonderwall (Oasis)                                                 | —                       |
| Top 16 (25. Februar 2012) | Forget You (CeeLo Green)                                           | 12,97 % (3/16)          |
| Top 10 (3. März 2012)     | Beautiful Girls (Sean Kingston)                                    | 14,39 % (3/10)          |
| Top 9 (10. März 2012)     | All Summer Long (Kid Rock)                                         | 14,51 % (3/9)           |
| Top 8 (17. März 2012)     | Oh Jonny (Jan Delay)                                               | 15,27 % (2/8)           |
| Top 7 (24. März 2012)     | Ab in den Süden (Buddy vs. DJ The Wave)                            | 14,37 % (4/7)           |
| Top 6 (31. März 2012)     | Y.M.C.A. (Village People)                                          | 17,39 % (3/6)           |
| Top 6 (31. März 2012)     | Forgive Forget (Caligola)                                          | 17,39 % (3/6)           |
| Top 5 (7. April 2012)     | Cello (Udo Lindenberg ft. Clueso)                                  | 23,59 % (1/5)           |
| Top 5 (7. April 2012)     | It’s My Life (Bon Jovi)                                            | 23,59 % (1/5)           |
| Top 4 (14. April 2012)    | No Matter What (Boyzone)                                           | 27,97 % (1/4)           |
| Top 4 (14. April 2012)    | Sex on Fire (Kings of Leon)                                        | 27,97 % (1/4)           |
| Top 4 (14. April 2012)    | Knockin’ on Heaven’s Door (Bob Dylan)                              | 27,97 % (1/4)           |
| Top 3 (21. April 2012)    | Beggin’ (The Four Seasons)                                         | 34,62 % (1/3)           |
| Top 3 (21. April 2012)    | Wherever You Will Go (The Calling)                                 | 34,62 % (1/3)           |
| Top 3 (21. April 2012)    | Drive By (Train)                                                   | 34,62 % (1/3)           |
| Finale (28. April 2012)   | Dance with Somebody (Mando Diao)                                   | 47,15 % (2/2)           |
| Finale (28. April 2012)   | Forgive Forget (Caligola)                                          | 47,15 % (2/2)           |
| Finale (28. April 2012)   | Don’t Think About Me (Gewinnersong, geschrieben von Dieter Bohlen) | 47,15 % (2/2)           |

Legende:
|  | Platz 1 in der Telefonabstimmung                     |
|  | Letzter Platz in der Telefonabstimmung (Ausscheiden) |

#### Nach DSDS

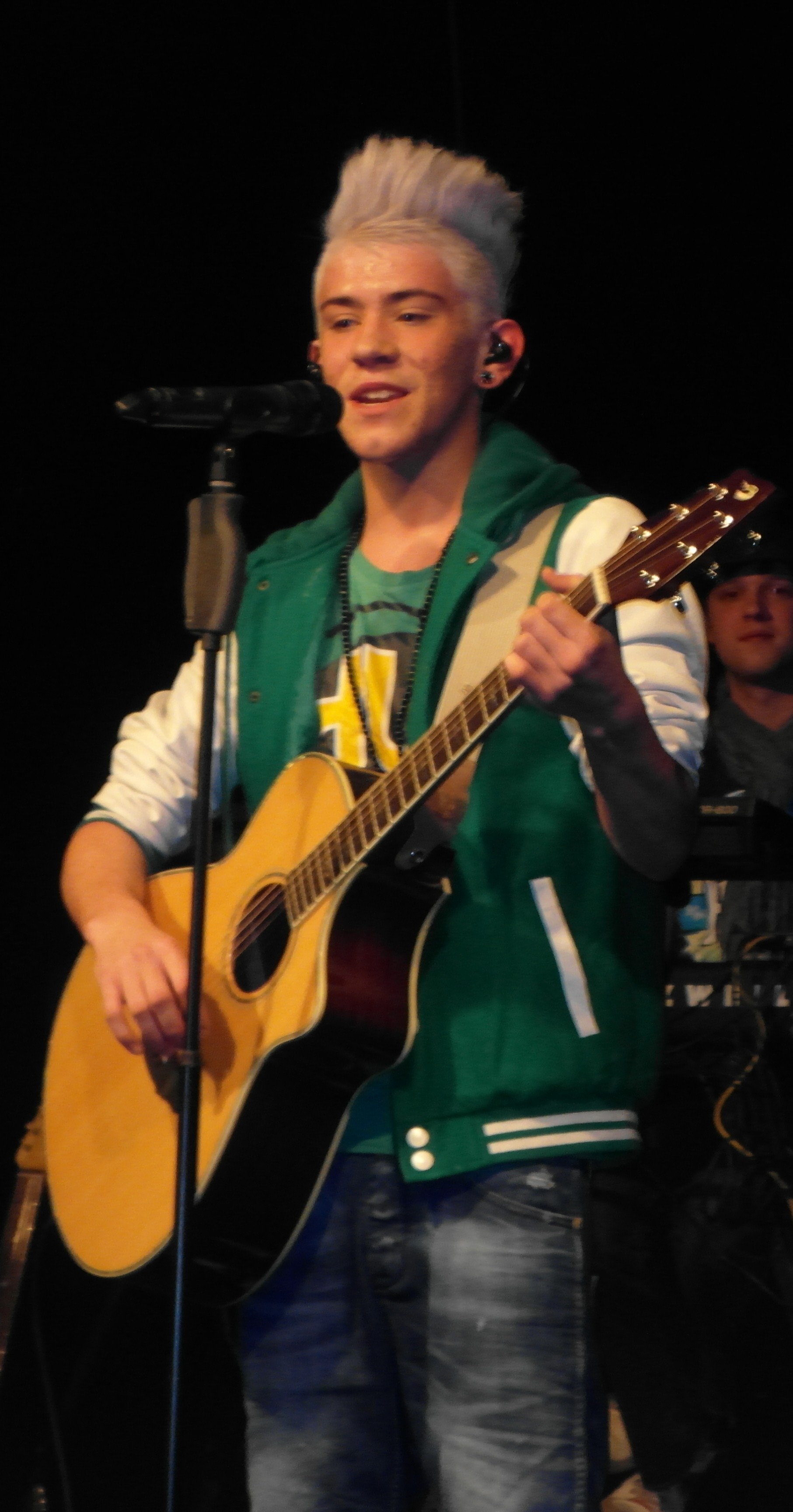
Daniele Negroni beim Konzert in VAZ Pfarrheim Burglengenfeld (2013)

Nachdem der Titel Don’t Think About Me Platz vier in den deutschen, Platz drei in den österreichischen und Platz zwei in den Schweizer Singlecharts (hinter Luca Hännis Version des Songs) erreichte, wurde der Song am 11. Mai 2012 dort ebenfalls als Audio-CD veröffentlicht. Der Song hielt sich sechs Wochen in den deutschen und österreichischen und drei Wochen in den Schweizer Singlecharts.
Negroni wurde nach dem Ende der Staffel von Volker Neumüller gemanagt und unterschrieb nach dem Finale einen Plattenvertrag bei Universal.
Am 25. Mai 2012 erschien seine zweite Single Absolutely Right in Deutschland, Österreich und der Schweiz. Der Song wurde von Dieter Bohlen geschrieben und mit Marvin Gayes Song I Heard It Through the Grapevine verglichen. Das Musikvideo wurde am 19. Mai in Berlin gedreht und am 25. Mai auf der Internetseite clipfish.de veröffentlicht. Am 25. Mai trat Daniele in der Finalshow der Castingshow Deutschlands sucht den Superstar Kids auf und präsentierte seine zweite Single Absolutely Right. Am 1. Juni präsentierte Daniele den Song bei The Dome 62 und am 3. Juni im ZDF-Fernsehgarten. Zudem trat Negroni am 28. Juni auf der Berliner Fanmeile und am 28. Juli 2012 im Legoland Deutschland auf. Die Autogrammstunde im Legoland musste aus Sicherheitsgründen abgebrochen werden. Die Single stieg auf Platz 15 der deutschen, Platz 18 der österreichischen und auf Platz 20 der Schweizer Singlecharts. Der Song hielt sich sieben Wochen in den deutschen, vier Wochen in den österreichischen und zwei Wochen in den Schweizer Singlecharts.
Das Album Crazy erschien ebenfalls am 25. Mai in Deutschland, Österreich und der Schweiz. Das Album wurde innerhalb von fünf Tagen aufgenommen und von Dieter Bohlen produziert. Das Album erreichte Platz fünf auf iTunes, Platz zwei auf amazon.de und Platz eins auf Musicload. Zudem wurde der Song Don’t Leave Me aus dem Album bei amazon.de Aufsteiger des Tages. Das Album stieg auf Platz zwei der deutschen (hinter Ballast der Republik von Die Toten Hosen) und Schweizer (hinter My Name Is Luca von Luca Hänni) und auf Platz eins der österreichischen Albumcharts ein. Das Album konnte sich eine Woche an der Spitze dieser Charts halten. In Deutschland schaffte das Album es auf Platz eins der Newcomercharts. Es hielt sich zwölf Wochen in den Schweizer Albencharts. Zudem stiegen die Songs Oh Jonny (Platz 62) und Forgive Forget (Platz 45) aus dem Album in die Schweizer Singlecharts ein. In die österreichischen Singlecharts stiegen sowohl Oh Jonny (Platz 68) und Forgive Forget (Platz 64), als auch Cello (Platz 75) ein. Alle Songs konnten sich eine Woche sowohl in den österreichischen, als auch den Schweizer Singlecharts halten. Am 23. Juli 2012 wurde das Album in Österreich mit Gold ausgezeichnet.
Negroni warb im Juli 2012 zusammen mit Ardian Bujupi, Sarah Engels und Luca Hänni für die zehnte Staffel von Deutschland sucht den Superstar.
Am 10. August 2012 wurde die von Dieter Bohlen geschriebene dritte Single I Like It Hot in Deutschland, Österreich und der Schweiz veröffentlicht. Das Musikvideo wurde Ende Juli in Barcelona gedreht und am 2. August auf der Internetseite myvideo.de veröffentlicht. Am 29. August 2012 präsentierte Daniele die Single bei The Dome 63. Die Single stieg auf Platz 45 in die deutschen Singlecharts ein.
Negroni gewann den Napster Fan-Preis in der Kategorie Musiker, welcher am 7. September 2012 verliehen wurde. Vom 3. November bis 23. Dezember 2012 ging Negroni in Deutschland, Österreich und der Schweiz auf Tournee. Die Tour unter dem Namen Daniele Negroni Live & Crazy 2012 beinhaltete 17 Konzerte.
2013 ging Negroni zusammen mit Luca Hänni auf Tournee unter dem Motto Thank You to the Fans, die zehn Konzerte in Deutschland, Österreich und der Schweiz umfasste.
Negroni wurde für sein Album Crazy in der Kategorie „Bester Künstler Rock/Pop National“ sowie „Newcomer national“ für den Musikpreis Echo 2013 nominiert. 2013 gewann er außerdem durch Fanvoting den „Goldenen Pinguin“ in der Kategorie „Newcomer des Jahres“ der österreichischen Jugendzeitschrift Xpress. Außerdem wurde er für den Nickelodeon Kids’ Choice Award in der Kategorie „Lieblingsstar Deutschland / Österreich / Schweiz“ nominiert.
2013 erschien das Album Bulletproof, Singleauskopplungen waren Hold on My Heart und Why Do I Do.
Nachdem er im Juli 2014 gemeinsam mit anderen ehemaligen Kandidaten an den Konzerten „DSDS - Live on Tour“ in Österreich mitgewirkt hatte, war Negroni im Oktober/November 2014 auf Solotour in Deutschland und Österreich mit dem Programm „Mit Sichahaiit“ unterwegs, inzwischen in deutlich kleineren Locations.
Im Januar 2015 wurde er zum Botschafter des Bundesverbandes Kinderhospiz ernannt.
Im Sommer 2015 wechselte Negroni sein Management.
Im Januar und Februar 2018 nahm Negroni an der 12. Staffel der Reality-Show Ich bin ein Star – Holt mich hier raus! teil und belegte wie bei DSDS den zweiten Platz. Im Juli und August 2022 war er Teilnehmer der Reality-Show Das große Promi-Büßen auf ProSieben. Negroni erreichte das Finale und gewann zusammen mit Carina Spack und Daniel Köllerer die Show. Zusammen mit der The-Biggest-Loser-Kandidatin Valentina Principessa gewann Negroni anschließend 2024 auch die zweite Staffel von Good Luck Guys.

## Diskografie

### Studioalben
| Jahr | Titel                       | Höchstplatzierung, Gesamtwochen, AuszeichnungChartplatzierungen (Jahr, Titel, Platzierungen, Wochen, Auszeichnungen, Anmerkungen) | Höchstplatzierung, Gesamtwochen, AuszeichnungChartplatzierungen (Jahr, Titel, Platzierungen, Wochen, Auszeichnungen, Anmerkungen) | Höchstplatzierung, Gesamtwochen, AuszeichnungChartplatzierungen (Jahr, Titel, Platzierungen, Wochen, Auszeichnungen, Anmerkungen) | Anmerkungen                                          |
| Jahr | Titel                       | DE | AT | CH | Anmerkungen                                          |
| ---- | --------------------------- | --- | --- | --- | ---------------------------------------------------- |
| 2012 | Crazy Universal Music       | DE2 Gold · (15 Wo.)DE | AT1 Gold · (17 Wo.)AT | CH2 (12 Wo.)CH | Erstveröffentlichung: 25. Mai 2012 Verkäufe: 110.000 |
| 2013 | Bulletproof Universal Music | DE7 (5 Wo.)DE | AT5 (4 Wo.)AT | CH38 (3 Wo.)CH | Erstveröffentlichung: 12. April 2013                 |
| 2018 | Breathing Watts Music       | — | — | — | Erstveröffentlichung: 4. Mai 2018                    |

### EPs
- 2017: Balloons Full of Water
- 2018: Too Far

### Singles
| Jahr | Titel Album                  | Höchstplatzierung, Gesamtwochen, AuszeichnungChartplatzierungen (Jahr, Titel, Album, Platzierungen, Wochen, Auszeichnungen, Anmerkungen) | Höchstplatzierung, Gesamtwochen, AuszeichnungChartplatzierungen (Jahr, Titel, Album, Platzierungen, Wochen, Auszeichnungen, Anmerkungen) | Höchstplatzierung, Gesamtwochen, AuszeichnungChartplatzierungen (Jahr, Titel, Album, Platzierungen, Wochen, Auszeichnungen, Anmerkungen) | Anmerkungen                           |
| Jahr | Titel Album                  | DE | AT | CH | Anmerkungen                           |
| ---- | ---------------------------- | --- | --- | --- | ------------------------------------- |
| 2012 | Don’t Think About Me Crazy   | DE4 (6 Wo.)DE | AT3 (6 Wo.)AT | CH2 (3 Wo.)CH | Erstveröffentlichung: 28. April 2012  |
| 2012 | Cello Crazy                  | — | AT75 (1 Wo.)AT | — | Erstveröffentlichung: 25. Mai 2012    |
| 2012 | Oh Jonny Crazy               | — | AT68 (1 Wo.)AT | CH62 (1 Wo.)CH | Erstveröffentlichung: 2012            |
| 2012 | Forgive Forget Crazy         | — | AT64 (1 Wo.)AT | CH45 (1 Wo.)CH | Erstveröffentlichung: 2012            |
| 2012 | Absolutely Right Crazy       | DE15 (7 Wo.)DE | AT18 (4 Wo.)AT | CH20 (2 Wo.)CH | Erstveröffentlichung: 25. Mai 2012    |
| 2012 | I Like It Hot Crazy          | DE45 (4 Wo.)DE | — | — | Erstveröffentlichung: 10. August 2012 |
| 2013 | Hold on My Heart Bulletproof | DE40 (3 Wo.)DE | AT66 (2 Wo.)AT | — | Erstveröffentlichung: 28. März 2013   |

Weitere Singles
- 2013: Why Do I Do
- 2015: Into the Light
- 2017: Balloons Full of Water (feat. Patrick Miller)
- 2017: Only You
- 2018: Too Far
- 2018: Breathing
- 2018: Tausende Lieder (feat. AXXIK & Leines)
- 2019: Primadonna
- 2019: Geschenk
- 2020: Blacklist
- 2020: Tanzen
- 2022: Mio Amore
- 2023: Mein bester Kumpel (feat. der Partydriver)
- 2023: BWL Bier Wodka Lemon (feat. Dj Chris Caramello)
- 2023: Ein bisschen Amore (feat. DJ Chris Caramello)
- 2023: Angst
- 2023: Dieter Bowlen (feat. DJ Chris Caramello)
- 2023: Avanti Avanti
- 2023: Pinguin
- 2024: Mio Amore (Remix)
- 2024: Wer hat an der Uhr gedreht
- 2024: Wenn du lachst
- 2025: Wer hat an der Uhr gedreht (Remix)

## Auszeichnungen für Musikverkäufe
Anmerkung: Auszeichnungen in Ländern aus den Charttabellen bzw. Chartboxen sind in ebendiesen zu finden.
| Land/RegionAuszeichnungen für Musikverkäufe (Land/Region, Auszeichnungen, Verkäufe, Quellen) | Gold     | Platin | Verkäufe | Quellen           |
| -------------------------------------------------------------------------------------------- | -------- | ------ | -------- | ----------------- |
| Deutschland (BVMI)                                                                           | Gold1    | —      | 100.000  | musikindustrie.de |
| Österreich (IFPI)                                                                            | Gold1    | —      | 10.000   | ifpi.at           |
| Insgesamt                                                                                    | 2× Gold2 | —      |          |                   |

## Künstlerauszeichnungen und Nominierungen
| Tabellarische Übersicht der Auszeichnungen und Nominierungen | Tabellarische Übersicht der Auszeichnungen und Nominierungen | Tabellarische Übersicht der Auszeichnungen und Nominierungen | Tabellarische Übersicht der Auszeichnungen und Nominierungen | Tabellarische Übersicht der Auszeichnungen und Nominierungen |
| Jahr                                                         | Auszeichnung                                                 | Für                                                          | Kategorie                                                    | Resultat                                                     |
| ------------------------------------------------------------ | ------------------------------------------------------------ | ------------------------------------------------------------ | ------------------------------------------------------------ | ------------------------------------------------------------ |
| 2012                                                         | Napster-Fanpreis                                             | Daniele Negroni                                              | Musiker                                                      | Gewonnen                                                     |
| 2013                                                         | Echo                                                         | Daniele Negroni                                              | Bester Künstler Rock / Pop National                          | Nominiert                                                    |
| 2013                                                         | Echo                                                         | Daniele Negroni                                              | Newcomer National                                            | Nominiert                                                    |
| 2013                                                         | Goldener Pinguin                                             | Daniele Negroni                                              | Newcomer des Jahres                                          | Gewonnen                                                     |
| 2013                                                         | Dude Musikmagazin Preis                                      | Daniele Negroni                                              | Sänger des Jahres                                            | Gewonnen                                                     |
| 2013                                                         | Nickelodeon Kids’ Choice Awards                              | Daniele Negroni                                              | Lieblingsstar: Deutschland, Österreich, Schweiz              | Nominiert                                                    |
| 2013                                                         | Bravo Otto                                                   | Daniele Negroni                                              | Bester Sänger 2012                                           | Gewonnen                                                     |
| 2013                                                         | Napster-Fanpreis                                             | Daniele Negroni                                              | Musiker                                                      | Nominiert                                                    |
| 2014                                                         | Bravo Otto                                                   | Daniele Negroni                                              | Bester Sänger 2013 bronze                                    | Gewonnen                                                     |
| 2014                                                         | Nickelodeon Kids’ Choice Awards                              | Daniele Negroni                                              | Lieblingsstar: Deutschland, Österreich, Schweiz              | Nominiert                                                    |

## Fernsehauftritte (Auswahl)
- 2012: Deutschland sucht den Superstar
- 2013: Cash Crash (Fernsehserie)
- 2014, 2015: Wok-WM (Fernsehserie) (Team Italien)
- 2015: ZDF-Fernsehgarten
- 2016: Köln 50667 (Fernsehserie) (Gastauftritt)
- 2018: Ich bin ein Star – Holt mich hier raus! (Reality-Show)
- 2018: Das perfekte Promi-Dinner – Dschungelspezial
- 2018: Lass dich überwachen! – Die Prism Is A Dancer Show
- 2018: Luke! Die Woche und ich (Gastauftritt)
- 2020: CoupleChallenge – Das stärkste Team gewinnt (Reality-Show)
- 2019–2020, 2022: Ich bin ein Star – Die Stunde danach (Talkshow)
- 2022: Ich bin ein Star – Holt mich hier raus! Die große Dschungelparty
- 2022: Das große Promi-Büßen (Reality-Show) (Gewinner)
- 2024: Good Luck Guys (Reality-Show)
- 2025: Promi First Dates